# Ruby Rose
Ruby Rose Langenheim (Melbourne, 20 de março de 1986) é uma atriz, modelo, apresentadora e DJ australiana, que ganhou reconhecimento internacional por sua atuação como Stella Carlin, na terceira temporada da série Orange Is the New Black, da Netflix; além de ter apresentado o MTV Austrália entre os anos de 2007 a 2011. Em agosto de 2018 protagonizou a série Batwoman da The CW, dando vida a personagem Kate Kane/Batwoman, a primeira super-heroína abertamente lésbica na televisão. Em maio de 2020 ela deixou o papel.

## Biografia
Ruby Rose nasceu em Melbourne, capital costeira do estado de Victoria, Austrália. Sua mãe Katia Langenheim na época era solteira e tinha apenas 20 anos de idade, a quem Ruby descreve como um de seus maiores modelos de vida. Quando criança viajava frequentemente: viveu na zona rural de Victoria, na Tasmânia e em Surfers Paradise antes de finalmente se estabelecer em Melbourne. Na adolescência estudou na University High School e na Footscray City College. O boxeador aborígene australiano Lionel Rose é seu avô e Alec Campbell, o último soldado sobrevivente australiano da Batalha de Gallipoli, seu bisavô.

### Vida pessoal
Rose se assumiu lésbica aos 12 anos de idade e por causa de sua sexualidade ela sofreu insultos verbais e abusos físicos de seus colegas de escola, o que levou a uma tentativa de suicídio. Também foi abusada sexualmente quando era criança por um parente. Comentando sobre ter tentado suicídio várias vezes ao longo de sua vida e tendo o diagnostico de diferentes doenças, incluindo depressão clínica (inicialmente o diagnóstico sendo transtorno bipolar) e transtorno de estresse pós-traumático complexo (TEPT-C), Ruby Rose afirmou que lutou contra problemas de saúde mental a vida toda. "O que aprendi com as lutas da saúde mental é o quão forte eu sou", revelou em entrevista.
Em 2008 estava em um relacionamento com Jessica Origliasso, de The Veronicas, quando foram vistas se comportando intimamente. Rose declarou em um blog ao vivo que são simplesmente "boas companheiras". 
Rose esteve em um relacionamento com a competidora australiana do Next Top Model, Lola Van Vorst e também se envolveu brevemente com a modelo Lyndsey Anne McMillan, com quem havia planejado se casar, mas encerrou o relacionamento no final de 2009. 
Também no final de 2009, depois de romper com McMillan, sites de notícias informaram sobre Rose ter sido vista beijando a modelo australiana Catherine McNeil durante uma festa na piscina em Los Angeles. Em 2010 ficou noiva de McNeil, mas o casal cancelou o noivado em 2 de julho de 2010. Em março de 2014 relatou que estava noiva de Phoebe Dahl, neta do autor Roald Dahl e prima da modelo Sophie Dahl. Em dezembro de 2015 Rose e Dahl já não estavam mais juntas. Em outubro de 2016 Ruby e Jessica Origliasso reataram o namoro, desta vez o relacionamento durou cerca de dois anos, chegando ao fim em abril de 2018.
Em 2019 Ruby revelou em seu Instagram que passou por uma cirurgia de emergência na coluna para evitar que uma fratura, conseguida durante as filmagens de uma cena de ação em um projeto, a deixasse paraplégica.

## Carreira

### Modelagem e moda
Rose se juntou à pesquisa de modelos da revista Girlfriend em 2002, da qual ficou em segundo lugar com Catherine McNeil. Em 2010 ela colaborou com a marca de moda australiana Milk and Honey para criar uma linha de cápsulas. A coleção, chamada "Milk and Honey Designed by Ruby Rose", inclui jeans lavados, jaquetas de couro e camisetas. A linha de roupas estava disponível em revendedores selecionados na Austrália. Ruby também lançou uma coleção em colaboração com a marca de calçados de rua Gallaz.
Em 2014 Rose começou a colaborar com Phoebe Dahl para sua linha de roupas Faircloth Lane. Ela atuou predominantemente nos principais títulos da moda, incluindo Vogue Austrália, InStyle Magazine, Marie Claire, Cleo, Cosmopolitan, Maxim, Nylon e Inked Magazine de Nova York. Ela foi a embaixadora australiana da JVC, a empresa australiana de roupas JAG e a luxuosa marca dinamarquesa Georg Jensen. Rose é o rosto da Maybelline New York na Austrália.
Desde março de 2016 Ruby é o rosto da Urban Decay Cosmetics. Em março de 2017 ela estrelou a mais recente campanha da Nike, "Kiss My Airs", comemorando seu dia Air Max, e em maio do mesmo ano Rose foi o rosto do lançamento da Swarovski Urban Fantasy FW17 Collection.

### Carreira VJ e personalidade televisiva

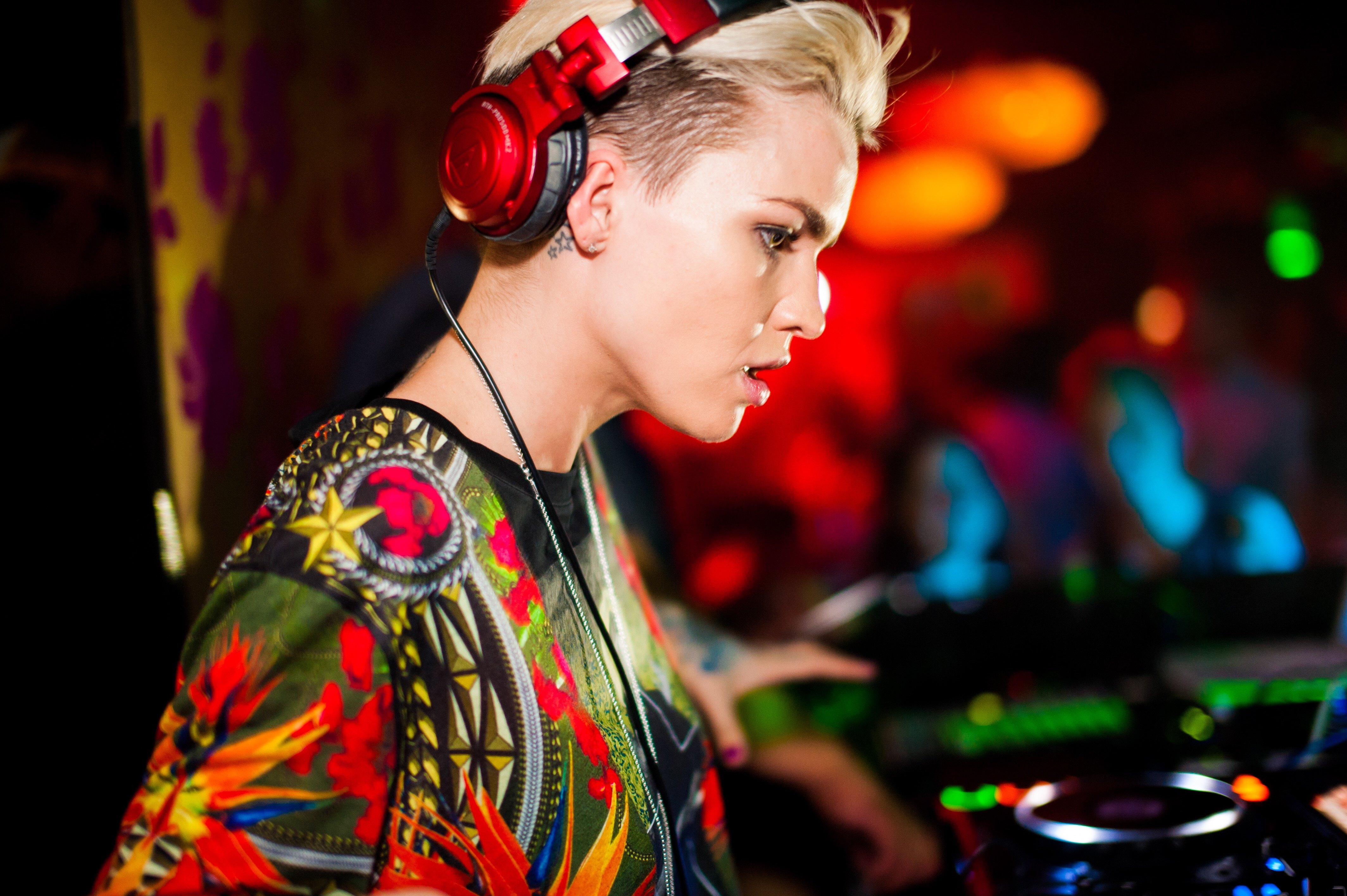
Ruby se apresentando como DJ em 2017.

Para conseguir seu emprego como VJ da MTV Austrália Rose competiu contra 2000 outros candidatos em uma busca nacional de três semanas, quando a ex-VJ Lyndsey Rodrigues se mudou para os Estados Unidos para co-sediar o TRL. Como parte da competição ela bebeu 100 tiros de cerveja em 100 minutos contra Jackass' s Bam Margera, e beijou estranhos em uma rua de Sydney. Ela declarou: "sendo modelo, sempre há algo que eles querem mudar. Se eles querem alguém um pouco mais magro, um pouco mais alto, um pouco mais bonito, mas a MTV quer que você seja você mesmo... sem censurar qualquer coisa e não conforme a nada." 
Em 2009 Ruby ganhou o Prêmio ASTRA de Personalidade Feminina Favorita. Ela também viajou ao Quênia para destacar o incrível trabalho feito pela Global Vision International. Rose apareceu no episódio "Media Virgins", do Next Top Model Austrália, atuando como jurada convidada, e também trabalhou como correspondente do final do Next Top Model.
Em julho de 2009 Rose, juntamente com Dave Hughes, Charlie Pickering, Carrie Bickmore e James Mathison, organizou o The 7pm Project, um programa de entrevistas na televisão australiana produzido pela Roving Enterprises, que exibe noites da semana na Network Ten. Ela deixou o programa para realizar seus próprios projetos de hospedagem. 
Em outubro de 2009 foi anunciado que o FOX8 havia adquirido os direitos para o formato britânico de Ultimate School Musical, que mostra adolescentes comuns de uma escola tentando produzir uma produção musical em nível profissional em apenas seis semanas. A versão australiana foi produzida pela Fremantle Media Australia com Rose como apresentadora e foi ao ar em 2010. Ruby também hospedou o Foxtel Mardi Gras por 3 anos consecutivos antes de se tornar correspondente oficial da Foxtel nos Jogos Olímpicos de Inverno de Vancouver em 2010. Em outubro de 2015 ela organizou o MTV Europe Music Awards ao lado do Ed Sheeran em Milão.

### Carreira de atriz
Rose apareceu no primeiro episódio de Talkin' 'Bout Your Generation, representando a Geração M ao lado do comediante Josh Thomas. Ela foi selecionada em 2008 para atuar no filme de comédia australiano Suite for Fleur, além de ter aparecido ao lado de Christina Ricci e Jack Thompson no filme de 2013 Around the Block. Em 2014 Ruby produziu e creditou seu primeiro curta-metragem, Break Free. Em entrevista à Variety ela descreveu como não conseguiu um gerente, agente ou audição, então ela decidiu criar curtas-metragens "como uma maneira de poder me dar algo para fazer e estudar meu ofício". O filme se tornou viral, obtendo milhões de visualizações em um curto período de tempo.
Em 2015 Ruby se juntou ao elenco de Orange Is the New Black para dar vida à personagem Stella Carlin na terceira temporada da série, "cujo senso de humor sarcástico e olhar cativante chamam rapidamente a atenção de alguns dos reclusos de Litchfield". O desempenho de Rose foi geralmente bem recebido pelo público. Ela também foi escalada para o papel de convidada como a robô de serviço Wendy, na série de ficção científica Dark Matter.
 

Em 2016 Ruby e Tom Felton emprestaram suas vozes ao título animado Sheep & Wolves, com Rose como noiva Bianca. Em 2016 e 2017 a australiana apareceu em três sequências de filmes de ação: XXX: Return of Xander Cage, ao lado de Vin Diesel, Nina Dobrev e Samuel L. Jackson; Resident Evil: O Capítulo Final como Abigail e John Wick: Capítulo 2, ao lado de Keanu Reeves, além de ter interpretado uma rival musical na comédia Pitch Perfect 3, lançado em dezembro de 2017. Ruby também co-estrelou o filme The Meg, da Warner Bros. Um épico de tubarões baseado no romance de mesmo nome, ao lado de Jason Statham, o filme foi lançado em 10 de agosto de 2018.

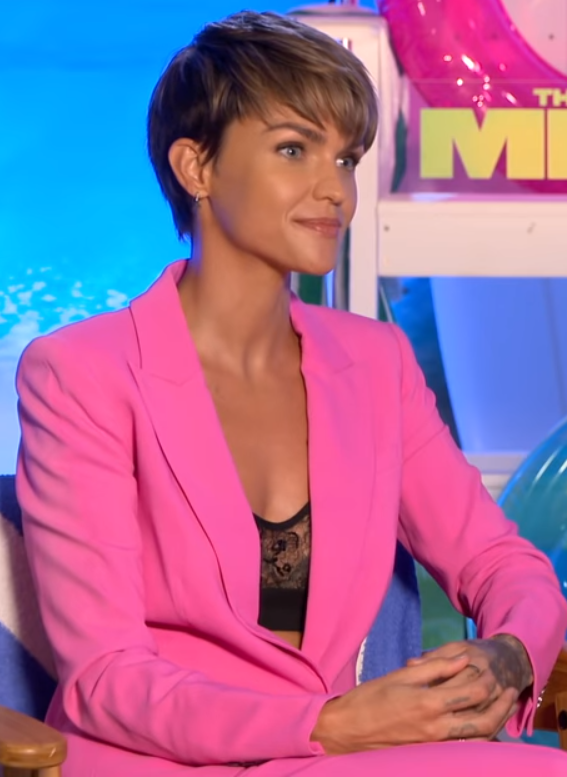
Ruby em 2018.

Em 7 de agosto de 2018 foi relatado que Rose havia sido escalada como Batwoman em um crossover do Arrowverse. Seu papel foi apontado como a primeira super-heroína abertamente lésbica na televisão. "A série está contando a história que eu queria ver na TV quando era mais nova. Acho que isso vai mudar a vida de algumas pessoas", disse a atriz em entrevista para à revista The Hollywood Reporter. Batwoman foi ao ar na The CW em 6 de outubro de 2019. A série foi recebida por uma reação nas mídias sociais e gerou críticas intensas. A DC Comics, que detém os direitos da super-heroína de quadrinhos Batwoman, reintroduziu o personagem em 2006 como lésbica de ascendência judaica. Alguns comentaristas online criticaram Rose por não ser judia, enquanto o foco principal do escrutínio era a afirmação de que o fato de ela se identificar como gênero-fluido a fazia "não ser gay o suficiente" para o papel. Rose saiu do Twitter e desativou os comentários públicos em sua conta do Instagram após a reação. Antes de deixar o Twitter ela publicou um tweet respondendo à reação negativa, afirmando "de onde diabos 'Ruby não é lésbica, portanto, ela não pode ser a batwoman' veio — tem que ser a coisa mais engraçada e ridícula que eu já li." Rose pediu a união entre mulheres e minorias, implorando que as mulheres e a comunidade LGBT sejam mais amáveis e mais solidárias entre si.
No entanto em 19 de maio de 2020 Rose anunciou que estaria deixando a série após a primeira temporada. "Tomei a decisão muito difícil de não voltar à 'Batwoman' na próxima temporada. Não foi uma decisão que tomei tranquilamente, pois tenho o maior respeito pelo elenco, equipe e todos os envolvidos com o show em Vancouver e em Los Angeles. Sou grata a Greg Berlanti, Sarah Schechter e Caroline Dries por não apenas me darem essa oportunidade incrível, mas também por me receberem no universo da DC que eles criaram tão bem. Obrigado Peter Roth e Mark Pedowitz e as equipes da Warner Bros. e da CW, que colocaram tanto no programa e sempre acreditaram em mim. Obrigado a todos que fizeram da primeira temporada um sucesso - estou realmente agradecida", disse a atriz em um comunicado, de acordo com o Deadline. Mais tarde, em agosto, Rose afirmou que sua cirurgia nas costas após a lesão sofrida no sete de gravação foi um fator que contribuiu muito para sua decisão de sair.
Em 22 de maio de 2020 Rose retratou Viola em uma leitura de mesa transmitida ao vivo da Twelfth Night como parte de um benefício para arrecadar dinheiro para o alívio da pandemia COVID-19. Já em outubro do mesmo ano foi lançado o filme de ação The Doorman, estrelado por Ruby e Jean Reno, no qual ela interpreta uma ex-membro da Marinha que decide se mudar para New York após sofrer bastante em seu antigo trabalho. Em 2021 Rose estrelou dois filmes de ação e suspense: SAS: Red Notice, onde dá vida uma personagem com psicopatia, e Vanquish, onde contracenou ao lado de Morgan Freeman.

### Música e obras de caridade
Em janeiro de 2012 Rose lançou seu primeiro single "Guilty Pleasure" com Gary Go. Em novembro de 2016 ela lançou e dirigiu o single "The Your Side" do The Veronicas. Ela é partidária de muitas instituições de caridade, venceu uma luta de boxe de caridade e viajou ao Laos e à África para se voluntariar todos os anos. Questões que a preocupam incluem bem-estar animal, campanhas contra o bullying e saúde mental dos jovens, onde trabalha como embaixadora do Headspace. Conhecida por ter sido amplamente tatuada, ela mostrou suas tatuagens em uma foto para Maxim Australia e PETA (People for the Ethical Treatment of Animals), como parte da campanha "Prefiro ficar nu do que usar peles".

## Na mídia
Vários meios de comunicação comentaram o fascínio público pela identidade de gênero, expressão de gênero e aparência física de Rose, incluindo suas tatuagens e semelhanças visuais ou comportamentais com Angelina Jolie, Justin Bieber e um jovem Leonardo DiCaprio. Em 2008 e 2009, ela foi escolhida como uma das "25 australianas mais influentes de gays e lésbicas" pela SameSame, uma comunidade online de gays e lésbicas australiana. A atenção do público e da mídia aumentou após a estreia de Rose em Orange Is the New Black, significativamente em relação às mulheres heterossexuais comentando sua aparência física; além de ela ter sido a quinta pessoa mais pesquisada no Google em 2015. A PETA a nomeou uma das três "veganas mais sexy" de 2017.

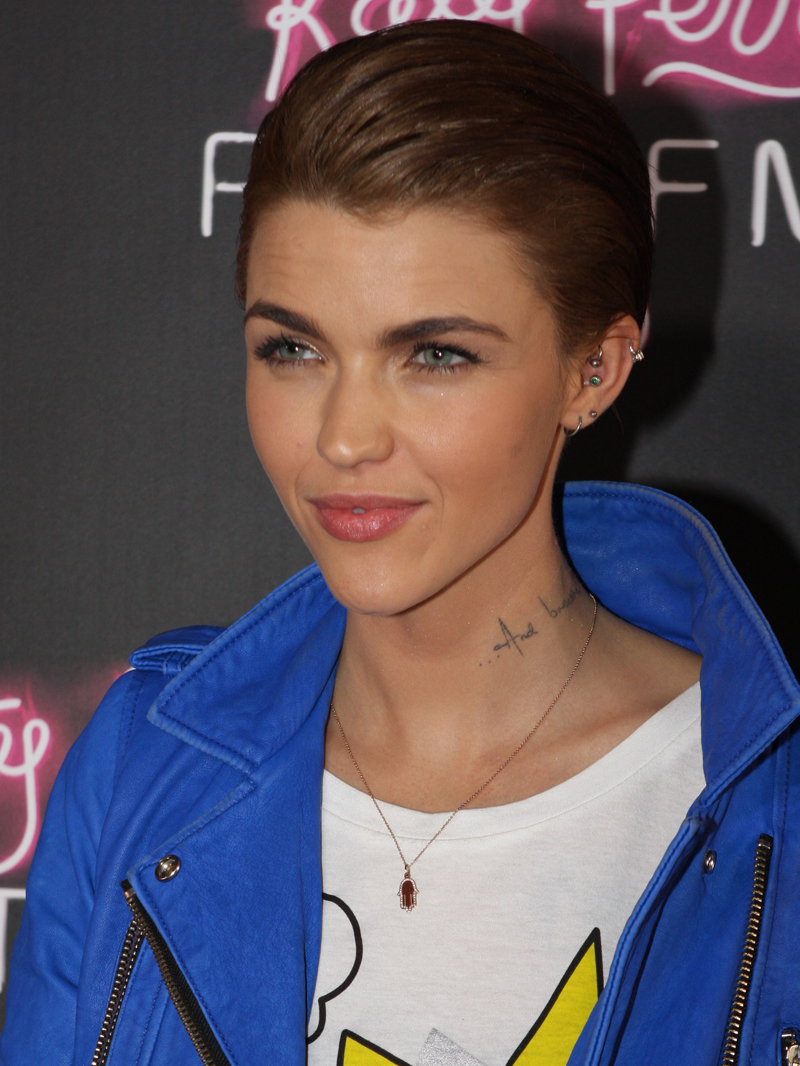
Ruby na premier de Katy Perry: Part of Me em 2012.

Rose reconheceu o discurso público sobre sua aparência física e o subsequente debate sobre fluidez sexual, comentando que, embora ela achasse brilhante e não estivesse esperando por isso, alguns de seus amigos acharam o afeto público por ela inapropriado: "Você não pode simplesmente escolher ser gay. Você deveria dizer algo sobre todas essas mulheres que estão dizendo que estão se tornando gays". Rose afirmou que ela é mais neutra sobre o tema, e acredita que as pessoas estão sendo elogiosas ao fazer tais comentários em vez de tentar ser depreciativa ou diminuir o processo de saída. Ela comparou a sociedade de hoje com a forma como a sociedade era no passado, dizendo que as pessoas provavelmente assistiriam a alguém na tv por quem eram atraídas, mas não poderiam brincar sobre isso "porque isso seria tão desaprovado". Ela disse que as pessoas não devem escolher quem pode ou não se identificar como mais neutro em gênero, bissexual ou trans, ou dizer-lhes como viver suas vidas, acrescentando que as pessoas devem permitir que outras pessoas digam o que querem sobre sua sexualidade, e que isso é uma mensagem que a comunidade LGBT deve apoiar.
Na edição especial LGBTQ de 2019 da Entertainment Weekly, Rose discutiu novamente sua identidade de gênero e a reação de seu elenco como personagem-título da série de televisão Batwoman. Ela afirmou que a oportunidade de fazer o teste para Orange Is the New Black surgiu porque o programa queria ter um personagem neutro em termos de gênero, mas que também recebeu críticas por causa de sua identidade de gênero, acrescentando: "Quando fui escalado como lésbica em Batwoman, eu não sabia que ser uma mulher com gênero fluido significava que eu não poderia ser lésbica porque não sou uma mulher - não considerada lésbica o suficiente". Ela disse que, embora sua resposta inicial fosse desdenhosa, mais tarde considerou se havia uma maneira de remediar a situação, para que outros não se ofendessem com sua identidade, afirmando: "Foi quando eu disse que sou uma mulher que se identifica como mulher. Não sou trans. Mas se ser fluido em termos de gênero significa que não posso me identificar como mulher a qualquer momento, acho que não posso ser isso". Ela pensou em criar um termo que não ofenda as pessoas e indicaria que ela é "fluida em seu gênero, mas também lésbica".

## Filmografia

### Filmes
| Ano  | Título original                          | Papel        | Notas            |
| ---- | ---------------------------------------- | ------------ | ---------------- |
| 2013 | Around the Block                         | Hanna        | Protagonista     |
| 2014 | Break Free                               | Ela mesma    | Curta-metragem   |
| 2016 | Volki i ovtsy. Beeezumnoe prevrashchenie | Bianca (voz) |                  |
| 2016 | Resident Evil: The Final Chapter         | Abigail      | Coadjuvante      |
| 2017 | xXx: Return of Xander Cage               | Adele Wolff  | Elenco principal |
| 2017 | John Wick: Chapter 2                     | Ares         | Coadjuvante      |
| 2017 | Pitch Perfect 3                          | Calamity     | Coadjuvante      |
| 2018 | The Meg                                  | Jaxx Herd    | Elenco principal |
| 2020 | Cranston Academy: Monster Zone           | Liz (voz)    |                  |
| 2020 | The Doorman                              | Ali Gorski   | Protagonista     |
| 2021 | SAS: Red Notice                          | Grace Lewis  | Elenco principal |
| 2021 | Vanquish                                 | Victoria     | Protagonista     |
| 2022 | 1UP                                      | Parker       | Prime Video      |
| 2022 | Stowaway                                 | Bella Denton | Co-protagonista  |
| 2022 | Taurus                                   | Bub          |                  |
| 2023 | The Collective                           | Daisy        | Elenco principal |
| 2024 | Dirty Angels                             | Medic        |                  |

### Televisão
| Ano       | Título                         | Papel                     | Notas |
| --------- | ------------------------------ | ------------------------- | --- |
| 2007–2011 | MTV Austrália                  | Ela mesma / Apresentadora | MTV VJ |
| 2009–2010 | 20 to One                      | Ela mesma                 | 2 episódios |
| 2009      | Talkin' 'Bout Your Generation  | Convidada                 | |
| 2009      | Australia's Next Top Model     | Convidada / Co-anfitriã   | |
| 2009      | MTV Australia Awards           | Anfitriã                  | |
| 2009–2011 | The Project                    | Ela mesma                 | |
| 2010      | Ultimate School Musical        | Ela mesma                 | |
| 2010      | 52 Annual TV Week Logie Awards | Ela mesma                 | |
| 2010      | Jogos Olímpicos de Inverno     | Ela mesma                 | Vancouver 2010 |
| 2013      | Mr & Mrs Murder                | Ela mesma                 | Episódio: "Early Checkout"                                                                                                 |
| 2015–2016 | Orange Is The New Black        | Stella Carlin             | 3ª temporada, 8 episódios (2015) 4ª temporada, episódio 6: "Piece of Sh*t" (2016)                                          |
| 2015      | Dark Matter                    | Wendy                     | Episódio: "Episode Seven"                                                                                                  |
| 2015      | MTV Europe Music Awards        | Ela mesma / Co-anfitriã   | |
| 2017      | Lip Sync Battle                | Ela mesma                 | Episódio: "Milla Jovovich vs. Ruby Rose"                                                                                   |
| 2018–2019 | The Flash                      | Kate Kane / Batwoman      | 5ª temporada, episódio 9: "Elseworlds, Part 1" (2018) 6ª temporada, episódio 9: "Crisis on Infinite Earths, Part 3" (2019) |
| 2018–2019 | Arrow                          | Kate Kane / Batwoman      | 7ª temporada, episódio 9: "Elseworlds, Part 2" (2018) 8ª temporada, episódio 8: "Crisis on Infinite Earths, Part 4" (2019) |
| 2018–2019 | Supergirl                      | Kate Kane / Batwoman      | 4ª temporada, episódio 9: "Elseworlds, Part 3" (2018) 5ª temporada, episódio 9: "Crisis on Infinite Earths, Part 1" (2019) |
| 2019–2020 | Batwoman                       | Kate Kane / Batwoman      | Protagonista (1ª temporada)                                                                                                |
| 2020      | Legends of Tomorrow            | Kate Kane / Batwoman      | 5ª temporada, episódio 1: "Crisis on Infinite Earths, Part 5" (2020)                                                       |
| 2020      | Acting for a Cause             | Viola                     | Episódio: “Twelfth Night”                                                                                                  |
| 2022      | Ink Master                     | Ela mesma                 | Jurada convidada |

### Vídeos musicais
| Ano  | Título                 | Artista             | Papel             | Notas                            |
| ---- | ---------------------- | ------------------- | ----------------- | -------------------------------- |
| 2011 | "Boys like You"        | 360                 | Interesse amoroso |                                  |
| 2012 | "Guilty Pleasure"      | Ruby Rose e Gary Go | Ela mesma         |                                  |
| 2016 | "On Your Side"         | The Veronicas       | Interesse amoroso | Também como diretora e escritora |
| 2016 | "My Baby"              | Russ                | Ela mesma         |                                  |
| 2017 | "How A Heart Unbreaks" | Evermoist           | Calamity          | Para o filme Pitch Perfect 3     |
| 2020 | "Yo Visto Así"         | Bad Bunny           | Ela mesma         |                                  |

## Prêmios e indicações
| Ano  | Premiação                        | Categoria                                | Trabalho indicado          | Resultado | Ref.   |
| ---- | -------------------------------- | ---------------------------------------- | -------------------------- | --------- | ------ |
| 2009 | ASTRA Awards                     | Personalidade feminina favorita          | Ela mesma                  | Vencedora |        |
| 2015 | British LGBT Awards              | Estrela em ascensão da celebridade       | Ela mesma                  | Indicada  |        |
| 2015 | QG Austrália                     | Mulher do ano                            | Ela mesma                  | Vencedora | [ 49 ] |
| 2016 | British LGBT Awards              | Celebridade do Ano                       | Ela mesma                  | Indicada  | [ 50 ] |
| 2016 | GLAAD Media Awards               | Stephen F. Kolzark Award (Homenageada)   | Ela mesma                  | Vencedora | [ 51 ] |
| 2016 | Screen Actors Guild              | Melhor Elenco em série de comédia        | Orange Is The New Black    | Vencedora |        |
| 2016 | Glamour Awards                   | Atriz de TV Internacional                | Ela mesma                  | Indicada  |        |
| 2017 | Teen Choice Awards               | Choice Action Movie Actress              | xXx: Return of Xander Cage | Indicada  | [ 52 ] |
| 2017 | Teen Choice Awards               | Choice Movie Ship (com Deepika Padukone) | xXx: Return of Xander Cage | Indicada  | [ 52 ] |
| 2017 | Australian LGBTI Awards          | Celebridade do Ano                       | Ela mesma                  | Vencedora | [ 53 ] |
| 2019 | AiF Awards Gala & Benefit Dinner | Create NSW Annette Kellerman Award       | Ela mesma                  | Vencedora | [ 54 ] |
| 2020 | Queerty Awards                   | TV Performance                           | Batwoman                   | Indicada  | [ 55 ] |